# リパンティトランの戦い
リパンティトランの戦い（リパンティトランのたたかい、英: Battle of Lipantitlán、またはニュエセス・クロッシングの戦い、英: Battle of Nueces Crossing）は、テキサス革命の間に起きた3回目の小競り合いである。1835年11月4日、メキシコ軍とテクシャン反乱軍の間で戦われた。ゴリアドの戦いでテクシャンが勝利した後、テキサスにはサンパトリシオ近くのリパンティトラン砦と、サンアントニオ・デ・ベハル（現在のテキサス州サンアントニオ）のアラモ伝道所と、2つのメキシコ軍駐屯地が残っているだけだった。テクシャンの指揮官フィリップ・ディミットは、リパンティトラン砦がメキシコ軍にゴリアドを取り返すための拠点として使われることを怖れ、またそこで同朋の2人が投獄されていることに怒り、副官のアイラ・ウェストオーバーにリパンティトラン砦の占領を命じた。
リパンティトラン砦指揮官ニコラス・ロドリゲスは、ゴリアドのテクシャン部隊に嫌がらせを行うよう命令されていた。ロドリゲスがその配下の大半を率いて遠征に出た間に、ウェストオーバー隊がサンパトリシオに到着した。11月3日、地元住民がメキシコ守備兵に降伏を勧告し、翌日テクシャンが砦を取り壊した。テクシャンがゴリアドに戻るために水で膨れあがったニュエセス川を越えているときにロドリゲス隊が戻ってきた。メキシコ軍が攻撃したが、テクシャンのライフル銃の方が射程が長かったために、直ぐに後退を強いられた。この戦闘でテクシャン1人が負傷したが、メキシコ軍は5名が戦死し、14ないし17名が負傷した。
メキシコ軍負傷兵はサンパトリシオで治療を受けることを認められ、残った兵士はコアウイラ州マタモロスまで撤退した。これでテクシャンはメキシコ湾岸を完全に制圧したので、サンアントニオ・デ・ベハルに駐屯するメキシコ軍は陸路によってしか援軍や物資の供給を受けられない状態となった。歴史家のビル・グローンマンは、これによってベハル包囲戦でメキシコ軍が敗北することに繋がり、テキサスからメキシコ軍を排除することになったと考えている。リパンティトラン砦の跡は現在テキサス州の歴史史跡になっている。

## 背景
リパンティトラン砦はメキシコ領テキサスのメキシコ湾岸、ニュエセス川の西岸にあった昔の宿営地に建設されていた。この場所は回遊型のリパン・アパッチ族が占有し、定期的に訪れていた。アパッチ族がこの地域を捨てた後、その宿営地はメキシコとテキサス開拓地の間を行き来する伝道師、軍隊、交易業者が利用することが多かった。1825年あるいは1826年、メキシコ当局がこの宿営地に間に合わせの砦を建設し、リパン・アパッチ族に因んでリパンティトランと名付けた。テクシャンのジョン・J・リンに拠れば、この砦は「単層の盛り土をレールフェンスで崩れないように固めたものであり、おそらくは2級の豚の囲いに耐えられるようなものだった」と言っていた。土盛りの回りに大きな溝があった。溝の外にはアドベと木でできた小屋があり、士官とその家族のためのものだった。
タマウリパスの第2騎兵中隊から80名ないし125名の兵士が砦を守っていた。彼らは関税を徴収し、約3マイル (5 km) 南にあるアイルランド系とメキシコ人植民地人の小さな開拓地、サンパトリシオを守っていた。さらに小さな守備隊がコパーノ湾とレフュリオに居り、大きな部隊がゴリアドのプレシディオ・ラ・バヒアに駐屯していた。
1835年、幾つかのメキシコ内陸州で連邦主義者が、メキシコ大統領アントニオ・ロペス・デ・サンタ・アナの中央集権化が進む政府に対して反乱を起こした。テクシャンは6月に税関に対して小さな反乱を起こし、慎重な植民地人は間もなく、表面上は自分たちを守るために、民兵隊の結成を始めた。サンタ・アナは反乱を鎮めるために強硬な手段が必要になることを怖れ、その義兄弟であるマルティン・ペルフェクト・デ・コス将軍に、テキサスに大部隊を率いて行くよう命じた。コスは9月20日にテキサスに到着した。
テキサス革命は10月2日のゴンザレスの戦いで公式に始まった。それから数日の内にテクシャン反乱軍はゴリアドにあるプレシディオ・ラ・バヒアを占領した（ゴリアドの戦い）。ゴリアドから20名のメキシコ兵が逃亡し、短期間コパーノとレフュリオに隠れていた。これら守備隊は間もなくその基地を放棄し、より大きな部隊のいるリパンティトラン砦に合流した。リパンティトランのメキシコ兵はその小さな砦の防御を改善し始めた。リパンティトラン砦はメキシコ湾のテキサス海岸に残った唯一の駐屯地として、メキシコ内陸とテキサスの政治的中心であるベハルを結ぶ重要な位置にあった。ベハルにはテキサスにあるもう1つの部隊としてコスとその部隊がいた。
フィリップ・ディミット大尉はプレシディオ・ラ・バヒアでテクシャンの指揮官に就いた。テクシャン軍指揮官スティーブン・オースティンに宛てた10月15日付の手紙で、リパンティトラン砦への攻撃を提案し、そこを占領すれば、「前線を確保し、防御のための重要な拠点が得られる。中央集権主義者の間に不安定さを生み、メキシコの連邦主義者を勇気づけることになる」と記していた。サンパトリシオの連邦主義者の大半は、公然とサンタ・アナの中央集権政策に反抗すれば、報復されることを恐れた。またテキサス協議会の代議員を選ぶ選挙を行うことも躊躇っていた。それは1824年憲法の復元のために戦うか、メキシコからの独立のために戦うかを決めることだった。リパンティトラン砦のメキシコ兵は、ジョン・ウォリアムズとジョン・トゥールというディミットの隊員2人を投獄してもいた。この2人は10月10日と11日にサンパトリシオで、連邦主義指導者に文書を配達しようとしていたところを捕まった。ディミットはリパンティトラン砦を占領すれば2人を解放できると期待した。
10月20日、アイルランド系エンプレサリオ（管理者）の1人でサンパトリシオ設立に貢献したジェイムズ・パワーが、リパンティトランの兵士達がプレシディオ・ラ・バヒアを取り返すよう命令を受けたことを知った。攻撃の前に200名の騎兵がリパンティトラン砦守備隊を補強することが予定されており、また他に200ないし300名も予定されていた。ディミットはその情報をオースティンに送ったが、攻撃の許可は得られなかった。攻撃が遅れたために、ウォリアムズとトゥールがメキシコの内陸部に向かっており、テクシャンの手が届かなくなった。ディミットのオースティンに宛てた怒れる手紙に拠れば、トゥールはメキシコに送られるくらいなら、即座に殺してくれと頼んだ。メキシコに行くことは最後には死を意味すると考えていた。ディミットは「この報せは、ここで捕まえられた捕虜に対して示した寛大さの後で、活発で強い興奮を生み出せないだろう。私の指揮下の兵は報復に対しては喧しい」と締めくくっていた。

## 前哨戦

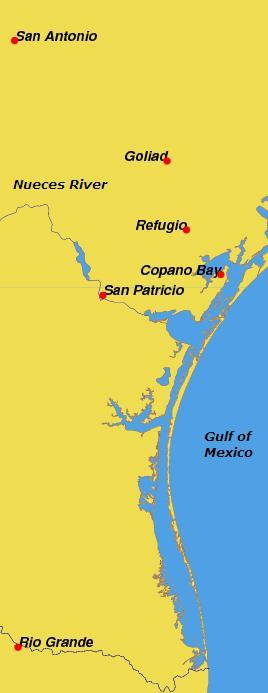
ゴリアドにあったテクシャンの陣地はサンパトリシオから約60マイル (100 km) にあった、リパンティトラン砦はサンパトリシオからニュエセス川の対岸にあった。メキシコ内陸部はリオ・グランデの南、サンパトリシオから約130マイル (210 km) にあった

ウィリアムズとトゥールを取られてしまうことに関する怒りで、ディミットは自分で行動することになった。10月31日、副官のアイラ・ウェストオーバーに35名の兵士を付けてリパンティトラン砦を攻撃するために派遣した。自認の諮問委員であるジョン・J・リン、ジェイムズ・カー、およびジェイムズ・パワーが同行した。この3人の委員はテキサス協議会の代議員に選ばれていたが、その出発が遅れたので戦闘に参加できた。
ウェストオーバーは直接砦に向かって南西に行くのではなく、まず南東のレフュリオに向かった。この回り道はこの遠征隊がコパーノ湾に向かっていることを暗示しているように見えた。レフュリオでは数字は不明だが何人かが遠征隊に加わった。歴史家のクレイグ・ローエルはこの遠征隊が少なくとも20名増えたと考え、同じく歴史家のビル・グローンマンは、ウェストオーバー隊がサンパトリシオに到着した時には60ないし70名になっていたと推計した。
一方リパンティトラン砦の指揮官ニコラス・ロドリゲス大尉は、プレシディオ・ラ・バヒアに居るテクシャンに嫌がらせを行うよう命令を受け取った。10月31日、ロドリゲス隊がゴリアドに近づいたときに、テクシャン部隊がその日早くに砦を出て行ったことを知った。メキシコ兵は直ちに来た道を引き返した。その行軍中にはテクシャンに遭遇することもなく、11月1日に砦に戻ると、砦が攻撃されていないことが分かった。テクシャンがやろうとしていることが分からないまま、ロドリゲスとその守備兵の（約80名）の大半は、テクシャンを途中で妨害するためにゴリアドに向かった。21ないし27名の兵士が2門の大砲とともに、砦を守るために残った。

## 戦闘
ロドリゲスはテクシャンが砦に真っ直ぐ向かってくると予測したので、兵士には北から砦に向かう道を偵察させた。しかしウェストオーバー隊は東から砦に接近しており、メキシコ偵察兵の網を潜った。ウェストオーバーはサンパトリシオから約5マイル (8 km) の地点で、ロドリゲスがテクシャンを探しているという知らせを受けた。ウェストオーバーは兵士に急ぐよう命じ、11月3日の日没後30分にサンパトリシオに到着した。ウェストオーバーは部隊を2つに分けて、砦から70ヤード (64 m) のニュエセス川渡しを守るよう配置した。テクシャンの残りが夜明けの襲撃の準備をしていると、サンパトリシオの住人2人が宿営地に入って来た。ウェストオーバーはそのうちの1人ジェイムズ・オライリーを「敵を援助している」容疑で逮捕させた。オライリーは釈放して貰う交換条件として、砦のメキシコ兵に降伏するよう説得すると提案した。歴史家達にはオライリーがどのような手段を使ったか分かっていないが、午後11時までに守備兵は1発の銃弾を放つこともなく降伏した。彼らはテキサス革命の間に二度と闘うことはないと約束させられ、即座に解放された。テクシャンは4ポンド砲2門とマスケット銃18挺、および4ポンド (1.4–1.8 kg) の火薬を押収した。さらに砦に捉われていた数人のテクシャンも解放した。
翌日、テクシャンは砦に隣接する木製小屋を燃やし、砦の盛り土を解体した。午後3時までに14頭の馬を集めて、大砲をゴリアドまで持って行く手配をした。その間に、ロドリゲス隊はほぼゴリアドに到着するところまで行っていた。プレシディオ・ラ・バヒアに到着する前に、スパイの1人が、テクシャンがリパンティトラン砦を奪取したという知らせを持ってきた。ロドリゲスとサンパトリシオの植民地人10名を含むその部隊は砦に引き返し始め、午後4時頃に到着した。
テクシャンは小さなカヌーを使って隊員をニュエセス川の対岸に渡し、メキシコ兵が見えたのは、テクシャンの半分のみが川の東岸に渡った時だった。メキシコ兵が攻撃して来たので、テクシャンは林の中に隠れた。樹木があるために騎兵が接近できなかったので、ロドリゲス隊は馬を降りて、両側から攻撃しようとした。テクシャンの持っていたライフル銃は、メキシコ兵のブラウン・ベス・マスケット銃（射程70ヤード、64 m）よりも200ヤード (180 m) と射程が長かった。30分間続いた戦闘の後、メキシコ兵が後退し、後には8頭の馬と負傷した兵士数名が残された。テクシャンの方で負傷したのはウィリアム・ブラッケン中尉のみであり、指を3本失った。テクシャンのライフルマンA・J・ジョーンズは後にファニンに宛てて、メキシコ兵5名が戦死し、14名が負傷したと記していたが、歴史家のスティーブン・ハーディンはメキシコ兵5名が戦死し、17名が負傷したと考えている。ジョーンズの手紙では、負傷者のうちの3人がサンパトリシオのアルカルデ（町長）、判事、保安官だったと言及していた。

## 戦闘の後
テクシャン隊には荷車を曳く家畜が居なかったので、大砲を運ぶのが容易ではなかった。夜が近づくと冷たい雨が降り始めたので兵たちは気力を挫かれた。ウェストオーバー、カー、リン、パワーは大砲のために苦闘を続けるよりも、それを川に捨てることで合意した。捕獲した弾薬やマスケット銃も川に捨てた。彼らの意見ではそれらのものは使い物にならなかった。
テクシャンの大半はその夜、サンパトリシオの同調的な住民の家で過ごした。メキシコ兵は戦場に近い屋外で宿営した。夜明けにウェストオーバーは、負傷したメキシコ兵を治療のためにサンパトリシオに運ぶことに同意した。翌日負傷兵の1人マルセリーニョ・ガルシア中尉が死んだ。ガルシアはリンの個人的な友人であり、テクシャンは彼を軍葬の礼で葬った。
ウェストオーバーはロドリゲスに伝令をおくり、「改めて快適な会合」を要請した。ロドリゲスはそれを断り、残っていた兵士と共にマタモロスに引き返した。彼らが引き上げたことで、テキサスにはベハルのコス将軍のメキシコ軍部隊のみが残されたことになった。これでテクシャンはメキシコ湾岸を支配したので、コスとメキシコ内陸部との通信は全て陸路を経由して行わなければならなくなった。伝言の送付や物資、援軍の受け取りのためには、長距離のためにかなりの遅れが予測された。グローンマンに拠れば、このことがベハル包囲戦におけるコスの敗北に繋がり、残っていたメキシコ軍をテキサスから追い出すことになったとしている。
ウェストオーバー隊はゴリアドへの帰還の道で、最近コアウイラ・イ・テハス州知事を罷免されたばかりのアグスティン・ビエスカと出逢った。その数か月前、サンタ・アナが州政府を解体する試みに反抗したことで、ビエスカはメキシコ軍によって投獄されていた。ビエスカとその閣僚は同調的な兵士によって釈放され、即座に州政府を移すためにテキサスに移動してきていた。ウェストオーバーとその部隊はゴリアドまで護衛し、11月12日に到着した。ディミットはビエスカを歓待したが、知事としてのその権限を認めようとはしなかった。このことで守備兵の間に動揺が起こった。多くが知事を支持したが、他の者はテキサスが独立国になるべきであり、それ故にメキシコの知事を認めるべきではないと考えた。
ディミットは、ウェストオーバーが遠征の時に命令に従わなかったことで厳しく非難した。ウェストオーバーはディミットに公式報告書を提出することを拒否した。その代りに正規軍の総司令官であるサミュエル・ヒューストンに報告書を提出した。その意見では「兵士たちは全て勇敢に戦い、また川の対岸に居た者は渡しの上と下から敵の側面を衝くことに成功したので、大きな効果があった」と記していた。ヒューストンは「士官と兵卒の行動と勇気が状況に立派に対応して、彼ら自身とこの国の栄光のために相応の評判を勝ち取った」と称賛した。この戦闘はゴリアドの戦いからは最初の小競り合いであり、歴史家のホバート・ヒューソンに拠れば、「人々の士気をあらたに高めた」勝利だった。この戦闘の報せはアメリカ合衆国中に広がり、テクシャンはアメリカの新聞で広く誉めそやされた。
メキシコ軍の監視が無くなったことで、サンパトリシオの連邦主義者を勇気づけた。彼らはすぐに市政府を支配し、民兵隊を結成し、テキサス協議会におくる代議員を選出した。しかし、町の意見は分かれたままであり、メキシコの中央集権政府を支持する者も多かった。ロドリゲスはマタモロスに到着した後、町の指導者に手紙を送った。その手紙では、メキシコ軍が戻って来てサンパトリシオの住民に反乱を拒絶するよう奨励することになると警告していた。サンパトリシオの連邦主義者の1人は後にディミットに宛てて、「我々は送られてくるかもしれない軍隊に対抗する兵士も手段も持っていない」と記した。テクシャンはサンパトリシオとその近くには守備隊を置かないという選択をした。1836年、サンタ・アナのテキサス侵略の一部としてホセ・デ・ウレア将軍がテキサスの海岸線に沿ってメキシコ軍を率い、2月27日にサンパトリシオを再占領した。
1937年、リパンティトラン砦があった場所を含む土地がテキサス州に寄贈された。テキサス州州立公園局が1949年にその土地の管轄権を得た。現在はリパンティトラン州立歴史史跡とされ、ニュエセス郡の広さ5エーカー (2.0 ha) の公園となっている。石碑が砦のあった場所を示している。

## 原註
1. ↑  The Consultation also later refused to recognize Viesca's authority, choosing instead to create a General Council to govern Texas. Huson (1974), p. 123.
2. ↑  No record remains of the orders Westover neglected to follow.